# Climas de montaña en España

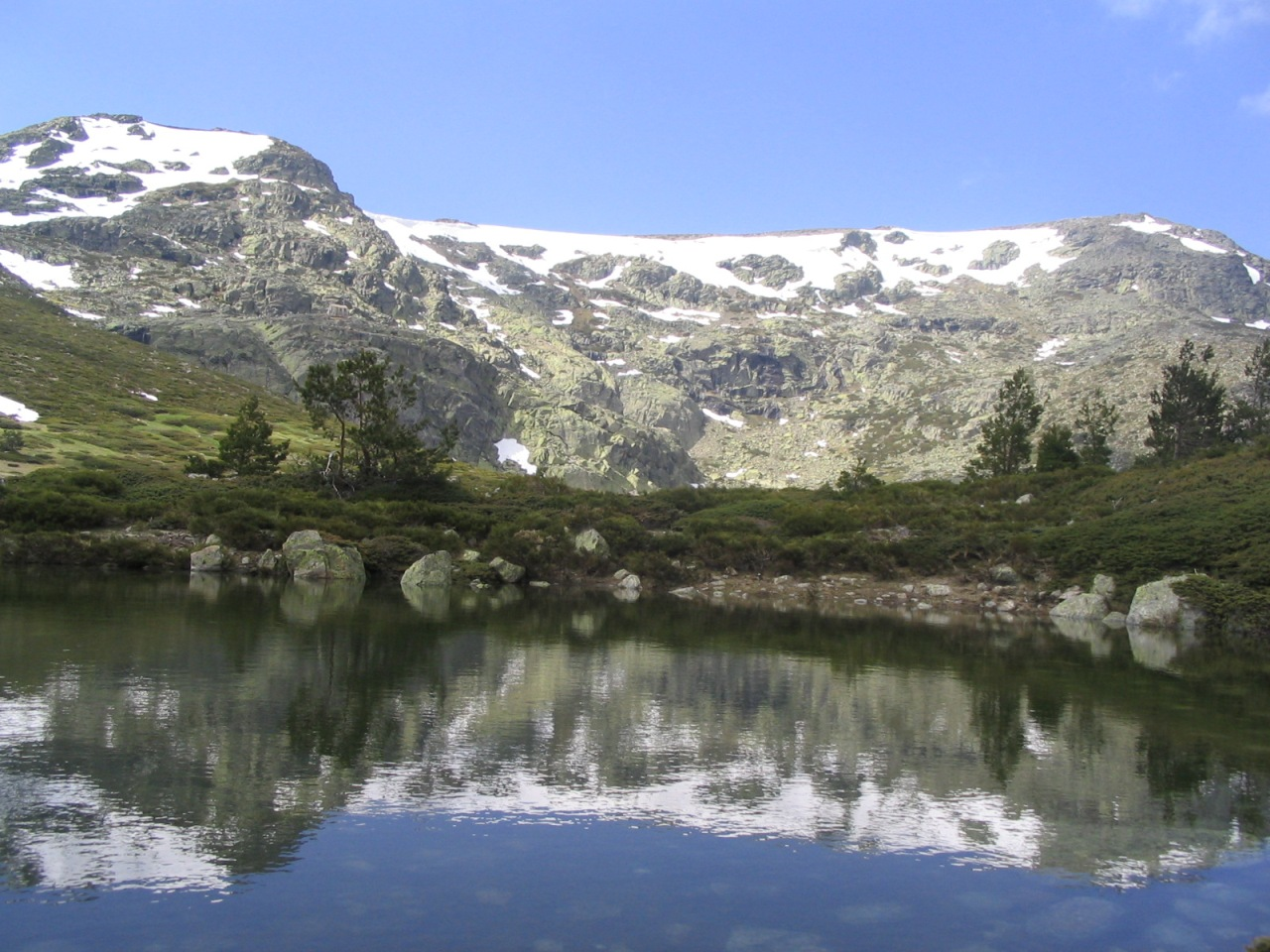
En el nivel alpino la vegetación se reduce a praderas y a más altura poca o ninguna vegetación, como se ve en la imagen del circo y cumbre de zd (Madrid).

l, sin pretender abarcarlos a todos. Los factores más importantes que intervienen o pueden intervenir en la definición de un clima de montaña son: altitud, latitud, orientación, macicez y continentalidad.
- Por cada 100 m de altitud la temperatura desciende 0,5°. Sin entrar en matices, esto significa mayores posibilidades pluviométricas (parte de ellas en forma de nieve) incremento de las heladas y merma del período vegetativo. También varía a la baja la presión atmosférica, pero se incrementa la insolación y la radiación. El resultado se traduce en unos fuertes contrastes térmicos al ser la atmósfera más débil y permeable por la altura.
- Aunque la altura es por sí misma un elemento singular, la latitud en que se ubique un relieve modifica en un sentido o en otro las características de aquella. Eso nos permitirá distinguir en la Península entre climas de montaña con influencia marítima, interior y subtropical.
- La orientación o disposición del relieve establece agudos contrastes entre la solana y la umbría y entre las laderas lluviosas a barlovento y las secas por el efecto foehn a sotavento.
- Conviene tener en cuenta que la macicez o reciedumbre de un conjunto orográfico debilita los efectos benéficos (exposición a los vientos húmedos, lluvias orográficas, temperaturas, etc.) que pueden llegarle del exterior. De hecho una mayor altitud en la zona central montañosa no siempre acapara más precipitaciones, ya que éstas se fueron debilitando poco a poco en su trayectoria. Tal sucede en las Béticas entre la Sierra de Grazalema (oeste) y Sierra Nevada (este).

- Finalmente, la incidencia de la continentalidad en las características de un clima montañoso guarda relación con la macicez antedicha y con la distancia del mar.

Es cierto, que unos pocos cientos de metros llegan a desencadenar una serie de contrastes, pero vamos a establecer los climas de montaña sólo a partir de los 1000 m y en ellos distinguiremos tres pisos o niveles: subalpino (1000-1500 m), alpino (1500-2500 m) y nival (>2500 m).

## Climas de montaña (Cfb y Dfb)
Se localizan en los relieves alpinos terciarios septentrionales, desde el macizo sureste gallego hasta las Costeras Catalanas, aunque éstas y el tramo oriental de los Pirineos quedan preferentemente bajo la influencia mediterránea más que bajo la atlántica. Tampoco aparecen los tres niveles señalados en toda la franja, pues la altitud necesaria sólo se da en los Pirineos centrales.
El piso subalpino forma una banda continua desde la sierra orensana de San Mamed hasta el Montseny catalán. Las temperaturas medias anuales son de unos 10°, la del mes de enero está en torno a 0º y la de julio por debajo de los 22°. Las precipitaciones rebasan los 1100 mm y el máximo pluviométrico se va desplazando desde el invierno (oeste) hacia el otoño (este).
Este piso pertenece al dominio de las coníferas (Pirineos) y del bosque caducifolio (Cantábrica).
El piso alpino (1500-2500 m) pierde la continuidad del anterior y aparece en núcleos aislados del oeste y en los Pirineos, donde alcanza su máximo desarrollo. Las temperaturas son mucho más rigurosas que las del piso subalpino: las medias anuales están por debajo de los 6°, las de enero entre los 0° y los -3º y los veranos resultan frescos y de una duración inferior a los dos meses. Las precipitaciones superan los 1200 mm y se incrementan hacia el oeste. Sin embargo estas características generales encubren anomalías pronunciadas debidas a la orientación del relieve (solana/umbría) o a la influencia contrastada del Atlántico y del Mediterráneo. En el primer caso, las zonas en sombra mantienen el suelo cubierto por la nieve unos 7 meses, dos más que en las solanas, y en el segundo la influencia atlántica, frente a la mediterránea, puede llegar a duplicar las precipitaciones (2500 mm), repartirlas mejor a lo largo del año y elevar las temperaturas medias 2-4°. Continúa la presencia del bosque y en las zonas más elevadas, a partir de los 2000 m, éste va desapareciendo sustituido por plantas de menor porte y praderas climáticas.
El piso nival, por encima de los 2500 m, se reduce al Pirineo centro. Las temperaturas medias anuales están por debajo de los 0°, las estaciones se diluyen ante un invierno que dura más de 10 meses y el verano es un cálido y corto paréntesis. Es cierto que durante el día pueden superarse los 22º, pero al caer la noche la temperatura desciende brutalmente, incluso con valores negativos, debido a las condiciones atmosféricas propias de la altura. Las precipitaciones pueden alcanzar los 3000 mm, la mayor parte en forma de nieve, que no se deshiela hasta bien entrada la primavera. En lugares resguardados, puntos de acumulación eólica o umbrías se torna permanente, lo que da origen a los pocos glaciares que aún existen en la zona. En estas altitudes desaparece la vegetación por la presencia continuada de la nieve o la falta de suelo. Pero donde surge la más mínima oportunidad edáfica, es aprovechada de inmediato por musgos, líquenes u otras plantas rupícolas.

## Climas de montaña continental o interior (Cfb)

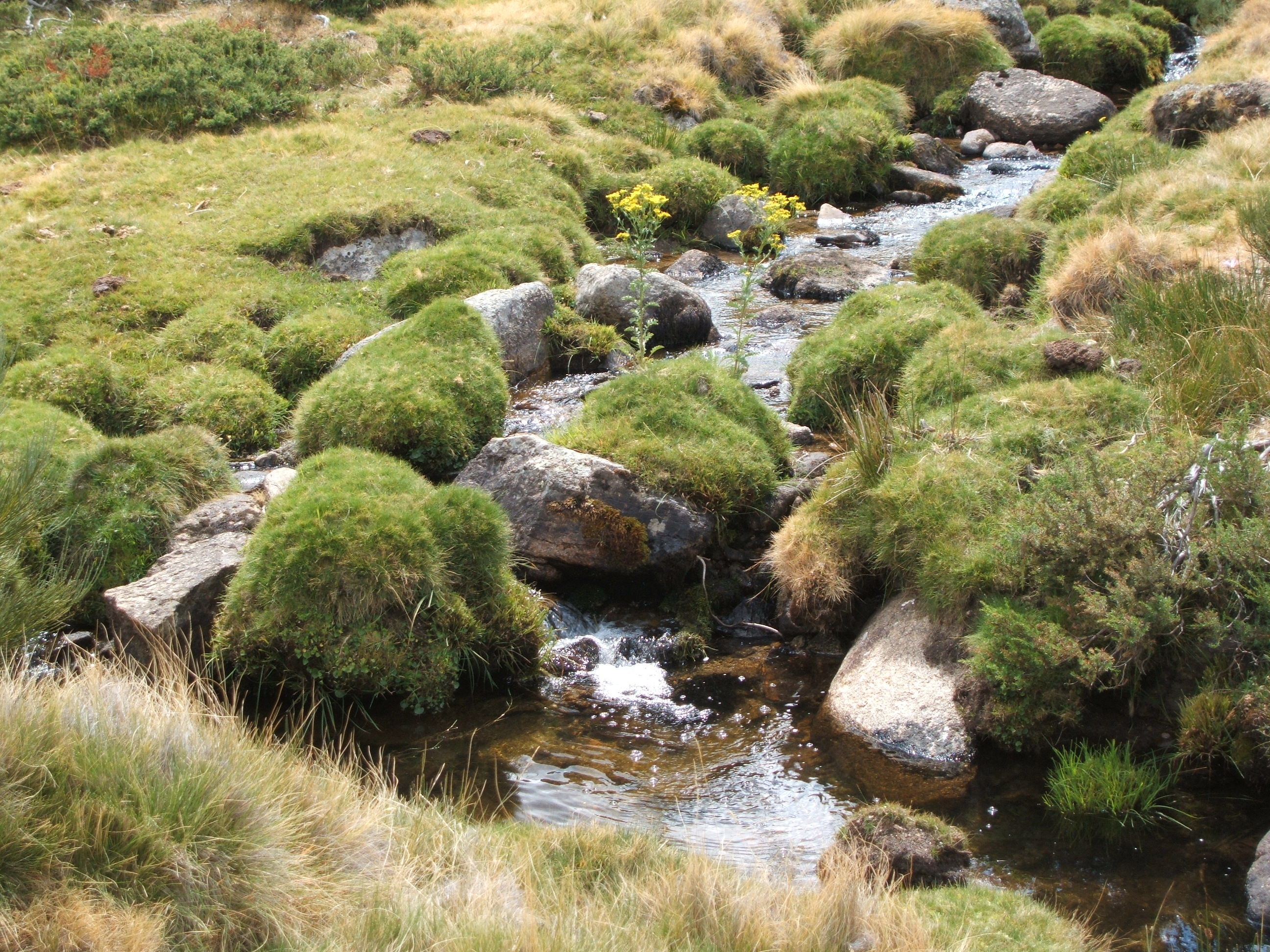
Vegetación de alta montaña. Nacimiento del río Corneja. Villafranca de la Sierra (Ávila, España).

Por su altitud, los relieves interiores se encuadran dentro del piso subalpino, ya que las alturas superiores son puntos aislados y poco extensos. Nos estamos refiriendo a la cordillera Ibérica, sistema Central, Montes de Toledo y Sierra Morena. A pesar de la altura, que en algunos casos supera los 2000 m, los contrastes con las tierras bajas no son tan espectaculares como ocurre entre los Pirineos y el valle del Ebro o entre la cordillera Cantábrica y la costa. Las tierras meseteñas son elevadas y sufren también los rigores continentales, por lo que las diferencias son más de carácter pluviométrico que térmico.
Las temperaturas medias anuales oscilan entre los 6° y los 10°. Los inviernos (0°/-2°) son largos y fríos y los veranos, cálidos aunque estén siempre por debajo de los 22° y se den contrastes diarios muy fuertes. Las precipitaciones, en cambio, sí que destacan extraordinariamente con respecto a las de las tierras circundantes, ya que llegan a triplicarlas superando los 1200 mm en algunas zonas. Están bien repartidas y en el verano sufren un considerable descenso.
La orientación de los relieves meseteños es zonal, lo que entraña una destacada disimetría entre las vertientes norte y sur. La primera es más fría y nubosa que la segunda, y sin embargo ésta recibe un volumen mayor de precipitaciones porque los vientos del suroeste son más húmedos que los del noroeste.

## Clima de montaña subtropical (Csb)

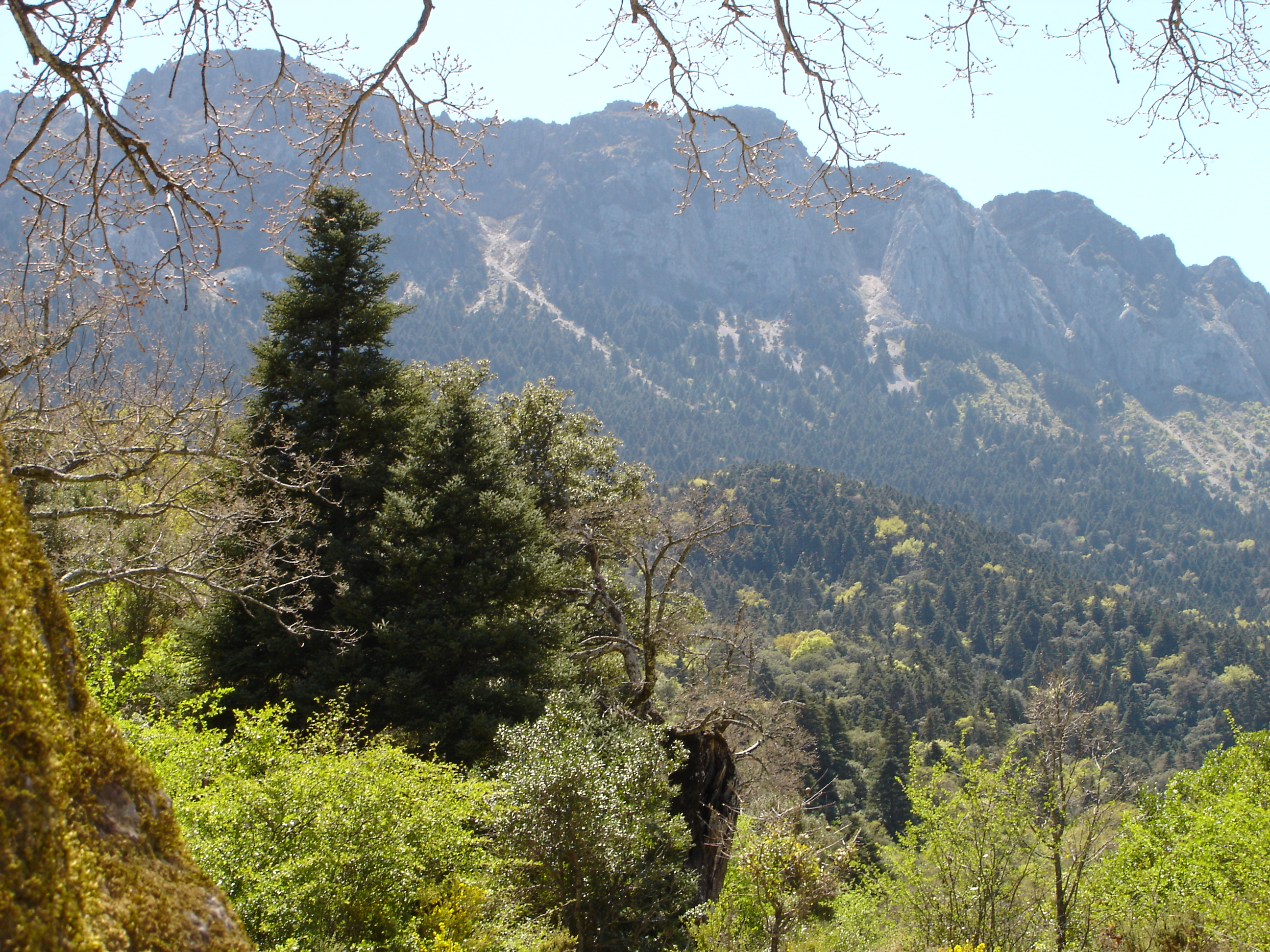
Panorámica de la sierra del Pinar (Cádiz, España)

Este tipo de clima es propicio de las cordilleras Béticas que, por su baja latitud, se ven constantemente sometidas a los influjos de la circulación subtropical. Las características más destacadas apuntan hacia unas temperaturas invernales menos rigurosas que las de los climas anteriores y siempre por encima de los 0°. Las veraniegas también son elevadas, aunque ningún mes alcanza los 22°, ampliamente superados en las tierras bajas circundantes.
Las precipitaciones medias oscilan entre los 800 y los 1000 mm, pero esta cantidad sufre profundas oscilaciones en función de la altitud y especialmente de la cercanía al mar y exposición a los vientos del suroeste. Tal es el caso de la sierra del Pinar, donde se han registrado 2138 mm en el observatorio de Grazalema. El máximo pluviométrico corresponde al invierno, seguido por el otoño y la primavera. En verano la montaña subtropical sufre una profunda sequía, como el resto del territorio del sureste peninsular. La nieve cae con frecuencia, pero dura poco tiempo, excepto en pequeños neveros, umbrías, etc. muy resguardados.
Los niveles climáticos tienen un desarrollo muy desigual: las características del nivel subalpino se elevan hasta bien entrado el alpino y el nivel se reduce a las más altas cotas, donde las diferencias con los climas montañosos del centro y del norte no están tanto en los duros inviernos como en los cálidos y secos veranos subtropicales.